# Shōichi Watanabe
Shōichi Watanabe (渡部 昇一?, Watanabe Shōichi; Tsuruoka, 15 settembre 1930 – Tokyo, 17 aprile 2017) è stato un linguista e filologo giapponese.
Acceso sostenitore del conservatorismo, ebbe notorietà anche come critico culturale. Sotto tale aspetto si rivelarono particolarmente controverse le sue posizioni negazioniste riguardo al massacro di Nanchino.

## Biografia
Nativo di Tsuruoka, ottenne un master's degree presso la Sophia University ed un dottorato all'Università di Münster nel 1958. Le esperienze vissute durante il periodo in Germania furono successivamente narrate in due autobiografie.
La sua collezione personale di libri di filologia inglese, contenente molte opere rare, diede un notevole contributo nel campo della disciplina in Giappone. Negli anni sessanta fece ritorno alla Sophia University, dove svolse le occupazioni di docente e professore sino alla pensione.
È morto il 17 aprile 2017 nella sua residenza a Tokyo, all'età di 86 anni.

## Revisionismo storiografico
Watanabe ebbe notorietà anche come critico culturale. Membro dell'organizzazione nazionalista Nippon Kaigi, si distinse per le sue posizioni negazioniste riguardo al massacro di Nanchino: definì l'evento come un "delirio storico", giustificando le uccisioni come una semplice vendetta dei soldati impegnati in guerra nei confronti delle guerriglie nemiche appena catturate. Secondo la visione di Watanabe, come da lui stesso chiarificato, il concetto di massacro di guerra doveva essere riservato alle atrocità nei confronti della popolazione civile, dove i numeri non superano le 40-50 vittime, piuttosto che all'uccisione di massa di "ribelli insorti". Tale prospettiva rifletteva da vicino le posizioni assunte dai generali giapponesi durante il Processo di Tokyo nel 1948.
In merito alla guerra dei manuali di storia giapponesi, ed in particolare durante la disputa legale dello storico Saburō Ienaga contro il Ministero dell'educazione nipponico, Watanabe fu tra i pochi a contraddire l'opinione della stampa tradizionale (Mainichi Shinbun, Asahi Shinbun) e a sostenere la prerogativa del Ministero di intervenire direttamente nel contenuto dei testi scolastici utilizzati nelle scuole primarie e secondarie.
Secondo Watanabe l'incidente del ponte di Marco Polo, evento decisivo allo scoppio della seconda guerra sino-giapponese, non fu altro che un evento ideato dal Partito Comunista Cinese, e le versioni della storia insegnate nei testi scolastici prebellici sarebbero più affidabili di quelle disponibili oggi agli studenti.
Alla fine degli anni novanta lo storico Ikuhiko Hata lo accusò di plagio per un suo libro riguardo allo Stato maggiore generale tedesco, dichiarando che numerosi contenuti erano stati copiati da una fonte tedesca.
Strenuo critico di periodici come l'Asahi Shinbun, nel gennaio 2015 fece causa al quotidiano per aver "distorto l'immagine dei giapponesi" su una serie di servizi riguardanti le donne nel piacere. L'Asahi vinse la causa nel luglio dell'anno seguente.
L'approccio revisionistico adottato da Watanabe lo rese una figura controversa in Giappone, mentre a livello internazionale egli rimase poco conosciuto. Nel corso della sua vita egli diede scarsa rilevanza all'influenza occidentale nel Paese del Sol Levante ed esaltò più volte il concetto di "purezza razziale" nipponica. Tra le sue opere figurano molti libri riguardo allo "spirito giapponese".